# Тихоновка (Терентьевское сельское поселение)
Ти́хоновка — посёлок в Прокопьевском районе Кемеровской области. Входит в состав Терентьевского сельского поселения.

## География
Центральная часть населённого пункта расположена на высоте 246 м над уровнем моря.

## Население
| 2010 |
| ---- |
| 269  |

### Половой состав
По данным Всероссийской переписи населения 2010 года, в посёлке Тихоновка проживало 269 человек (115 мужчин, 154 женщины).